# Горбатый кит
Горба́ч, или горба́тый кит, или длиннору́кий полоса́тик (лат. Megaptera novaeangliae), — вид морских млекопитающих семейства полосатиковых китов парвотряда усатых китов. Единственный современный вид рода горбатых китов (Megaptera). Своё название получил либо из-за спинного плавника, формой напоминающего горб, либо от привычки при плавании сильно выгибать спину.

## Таксономия
Впервые горбатый кит был идентифицирован как «baleine de la Nouvelle Angleterre» в труде «Le Règne animal» Матюрена Жака Бриссона (1756). В 1781 году вид был описан Георгом Боровски, который перевёл прежнее название горбатого кита на латынь — Baleana novaeangliae. В начале XIX века Ласепед переименовал горбатого кита в Balaenoptera jubartes, переместив его из семейства Balaenidae в семейство Balaenopteridae. В 1846 году Джон Э. Грэй классифицировал горбатого кита как Megaptera longpinna, а в 1932 году Ремингтон Келлог снова изменил его видовое название на novaeangliae. Келлог также описал самого древнего из ископаемых горбатых китов, Megaptera miocaena, известного из позднего миоцена. Ископаемые остатки горбатых китов также известны из позднего плиоцена и плейстоцена в Северной Америке и из верхнего плиоцена в Европе.
Родовое название горбатого кита, Megaptera, происходит от др.-греч. μέγας «огромный» и πτερόν «крыло», указывая на размеры его грудных плавников. Видовое название переводится как «новоанглийский», поскольку первый описанный экземпляр был добыт у берегов Новой Англии.

## Внешний вид

Размеры человека по сравнению с размерами горбатого кита

Горбач — довольно крупный кит. Средняя длина тела взрослой особи: 14,5 м для самок, 13,5 м для самцов (на основании замеров особей, выловленных в антарктических и австралийских водах в период между 1949—1962 годами, были получены несколько иные результаты: 13,9 для самок и 13 м для самцов). Самые крупные особи горбача достигают 17—18 м, однако они редки. Средняя масса горбатого кита — 30 т. Горбатые киты имеют самую большую толщину слоя подкожного жира по отношению к размерам тела среди полосатых китов и второй по абсолютной толщине слой подкожного жира среди китообразных после синего кита. Помимо размеров, единственным внешним различием между самцами и самками являются особенности строения урогенитальной зоны: у самцов отсутствует полусферический выступ диаметром около 15 см на дальнем конце мочеполовой щели.

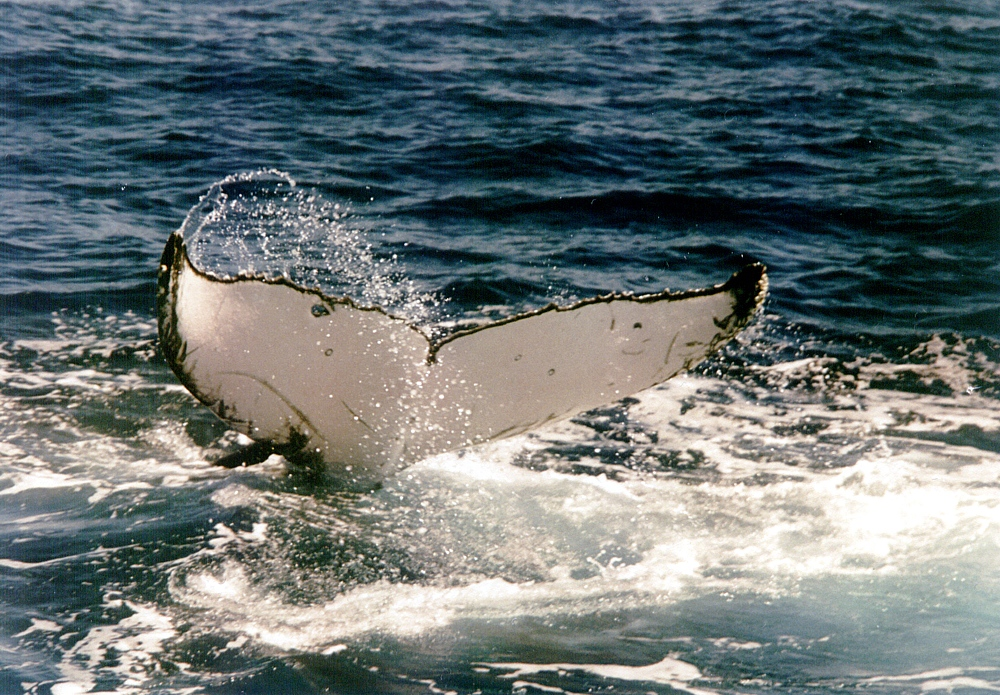
Характерный волнистый край хвостового плавника горбатого кита

Горбатый кит отличается от других полосатых китов характерной формой и окраской тела, формой спинного плавника, размерами грудных плавников, крупными «бородавками» на рыле и на концах грудных плавников и неровным краем хвостового плавника. Тело у горбатого кита укороченное и плотное, в передней части расширенное, в задней — утончённое и сжатое с боков. Голова уплощённая, с закруглённым на конце рылом; у взрослых особей она всего в 3,2—3,5 раза короче тела. Массивные нижние челюсти выдаются вперёд на 10—30 см. Брюхо обвислое. Продольные борозды на горле и брюхе крупные (в 2—3 раза шире и глубже, чем у финвала), но немногочисленные. Как правило, насчитывают от 14 до 22 борозд. Фонтан у горбача кустистый, иногда в форме буквы V, высотой до 3 м.

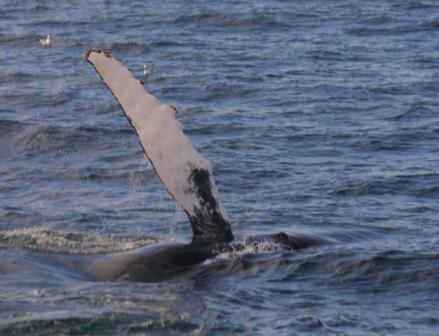
Длинные грудные плавники горбатого кита

Грудные плавники очень длинные (28,3—34,1 % длины тела), что отражено в родовом названии Megaptera, с утолщёнными неровными передними краями, несущими 10 крупных бугров. Размер грудных плавников объясняется либо повышением за их счёт манёвренности кита, либо их участием в терморегуляции. Спинной плавник довольно низкий, 30—35 см высотой, толстый, расположенный позади центра тела. Его задний край крутой, часто серповидно изогнутый; передний пологий, иногда с небольшой выемкой. Хвостовой плавник очень крупный, с нерегулярно зазубренным задним краем.
Окраска горбатого кита отличается разнообразием, в частности позволяющим точно идентифицировать отдельных особей. Спина и бока чёрные, тёмно-серые, иногда с коричневым оттенком, но всегда темнее, чем у других полосатиков. На груди и на брюхе окраска варьирует от чёрной или пёстрой (с белыми пятнами) до полностью белой. Грудные плавники сверху чёрные, пятнистые или белые, снизу белые; встречаются особи с полностью чёрными или белыми плавниками. Хвостовые лопасти сверху чёрные, снизу могут быть тёмными, пёстрыми или светлыми. Киты-альбиносы редки. На верхней части головы горбача от конца рыла до дыхала проходит 3—5 рядов бородавчатых кожных наростов. Средний ряд насчитывает 5—8 наростов, боковые — по 5—15. У других видов полосатиковых китов на этом месте проходит выступающий медиальный гребень. 10—15 аналогичных наростов проходят вдоль каждой половины нижней челюсти. На переднем крае нижней челюсти находится крупный, до 30 см в диаметре, кожный нарост неправильной формы. Наросты представляют собой видоизменённые волосяные фолликулы, из каждого обычно растёт по одному волоску.
Поскольку каждая особь горбатого кита имеет индивидуальную окраску, для идентификации, как правило, используют окраску нижней поверхности хвостового плавника. Она становится заметна, когда кит при глубоком погружении вертикально выставляет хвостовой плавник из воды. Индивидуальным является также размер и расположение кожных наростов.
Череп широкоскулый. Его можно отличить от черепов других видов семейства Balaenopteridae по узости рострума по сравнению с шириной скуловых дуг. Количество позвонков: шейных 7, грудных 14, поясничных 10—11, хвостовых 21 (всего 52—53).
Кариотип: 44 хромосомы (2n).
Горбатый кит стал первым видом млекопитающих, отдельные особи которого были идентифицированы при помощи генетических маркеров. Сбор образцов проводился у североатлантической популяции китов с 1988 по 1995 год.

### Цедильный аппарат
Пластины китового уса пепельно-чёрного цвета с жёсткой бурой бахромой; иногда передние пластины могут иметь более светлую или белую окраску. На каждой половине верхней челюсти располагается от 270 до 400 пластин до 100 см длиной (обычно не более 85 см). Ежегодно пластины отрастают на 8—11 см. В ротовой полости в передней части нёба у горбатого кита проходят две продольные борозды.

## Распространение и миграции

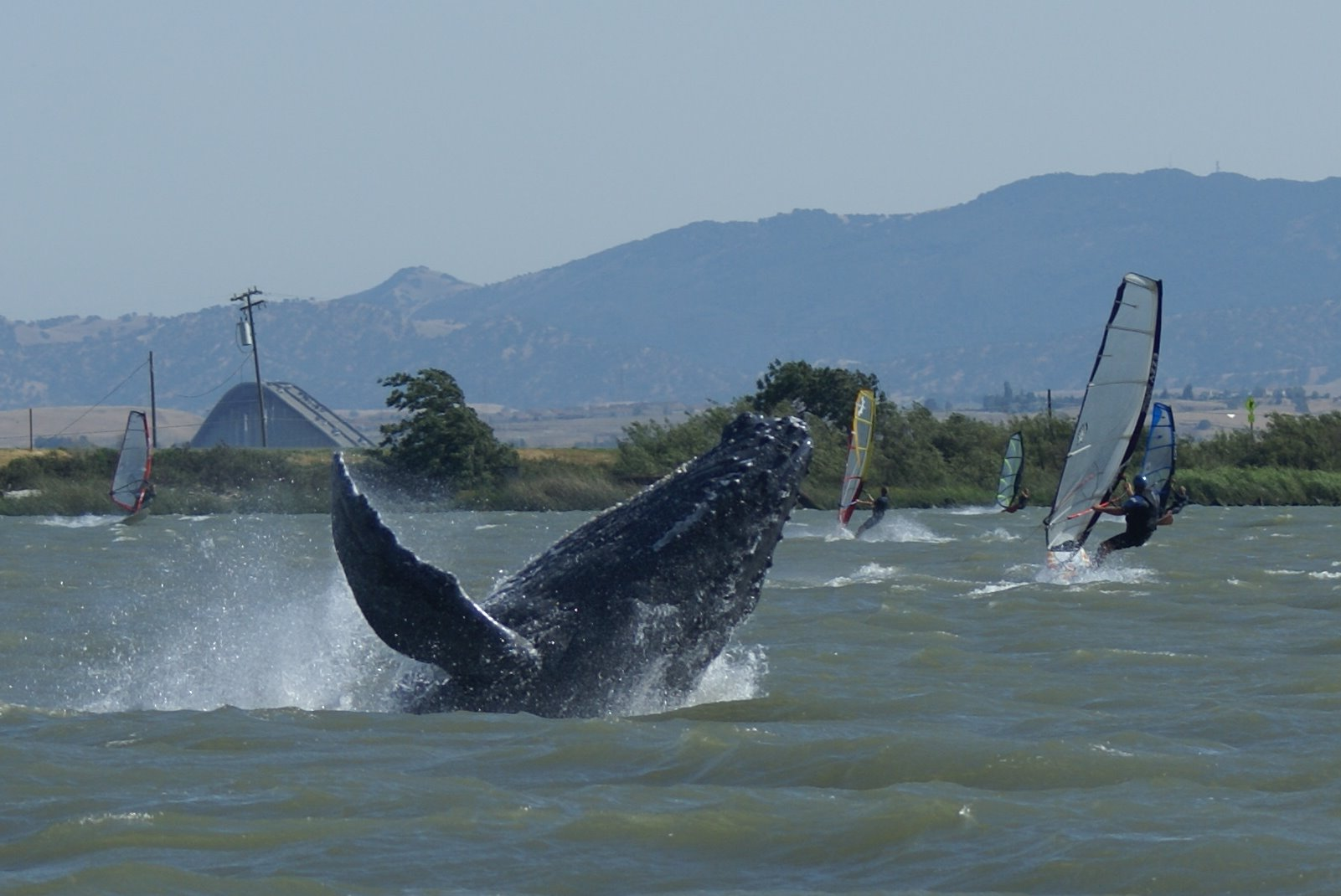
Горбатый кит у устья реки Сакраменто

Горбач — космополитический вид, встречающийся по всему Мировому океану и отчасти по прилегающим морям от тропической зоны до высоких широт (кроме ледовых районов Арктики и Антарктики), хотя его популяция повсеместно чрезвычайно разрежена. Не встречаются в Северном Ледовитом океане выше 65° с. ш. (по другим данным — выше 75° с. ш.), отсутствуют в полярной акватории РФ от Карского до Восточно-Сибирского моря включительно. В исторические времена горбатые киты проникали в Средиземное и Балтийское моря вплоть до Финского залива. Как правило, встречается в прибрежных и шельфовых водах, заходя в глубоководные районы лишь во время миграций. Северные горбачи во время миграций сильнее, чем южные, придерживаются материковых отмелей.
Стада горбатых китов мигрируют локально, в зависимости от доступности пищи, и сезонно — со сменой времён года, тёплую часть года проводя в областях нагула в умеренных или холодных водах, а зимой для спаривания и родов перемещаясь в субтропические и тропические воды, где их присутствие связано с островами или прибрежными системами рифов. Исследования показали, что горбатые киты повсеместно зимуют в водах температурой 21,1—28,3 °C, вне строгой зависимости от географической широты. Исключением из общего правила является оседлая популяция в Аравийском море, которая круглый год остаётся в тропических водах. Миграция обычно занимает 1—2 месяца; самая быстрая задокументированная миграция (от юго-восточной Аляски до Гавайев) заняла 39 дней. Обычная протяжённость миграции горбатого кита — до 8000 км, что делает его одним из самых далеко мигрирующих млекопитающих.

Наблюдение за 7 особями (включая самку с детёнышем), зимовавшими у тихоокеанского побережья Коста-Рики (вплоть до 11° с. ш.), а затем переместившимися в антарктические воды, выявило протяжённость миграции в 8300 км. Любопытно, что те же воды у побережья Коста-Рики в северный зимний сезон используются северной популяцией горбатых китов, создавая уникальное пространственное пересечение популяций из разных полушарий. В остальных областях ареала северная и южная популяции горбатых китов никогда не пересекаются.
Ежегодные миграции происходят в определённом порядке: самыми первыми поля нагула в конце осени покидают лактирующие самки с детёнышами, которые движутся медленнее всего. Следом за ними отправляется неполовозрелый молодняк, взрослые самцы, небеременные самки и, наконец, беременные самки. В конце зимы миграция идёт в обратном порядке. Однако исследования 1995 года у берегов Восточной Австралии показали, что не все животные мигрируют ежегодно — некоторые самки остаются в областях нагула на всю зиму.
В Мировом океане насчитывается 3 крупные изолированные популяции и 9—10 отдельных стад горбатых китов. При этом отдельных подвидов в виде Megaptera novaeangliae не выделено.
- В Северной Атлантике обитают 2 стада, которые мигрируют:
  1. западное — от Исландии, Южной Гренландии, Лабрадора, Ньюфаундленда и Новой Англии до Антильских островов (отмели в водах Гаити, Пуэрто-Рико и Малых Антил) и побережья Венесуэлы, Колумбии и Бразилии;
  2. восточное — от Баренцева моря (Шпицберген, Новая Земля) и Финмаркена (Норвегия) до островов Зелёного Мыса и Западной Африки (Габон). Оба стада, возможно, встречаются в областях нагула. Иногда их рассматривают как единое стадо, зимующее в районе Антильских островов, с лишь отдельными особями, заходящими в район островов Зелёного Мыса[5]. В 1998 году группу горбатых китов впервые наблюдали у побережья Габона.
- В северной части Тихого океана обитают стада, перемещающиеся от Чукотского моря, Аляскинского залива, Алеутских островов, Камчатки и Британской Колумбии вдоль континентального шельфа:
  1. до берегов Нижней Калифорнии, Калифорнийского залива и побережья Мексики (от южной Соноры до Халиско);
  2. до Гавайских островов (от о. Кауаи до о. Гавайи);
  3. до островов южнее Японии (Марианских, Огасавара и Рюкю) и Тайваня. Эти популяции, предположительно, частично смешиваются в области нагула[13][17].

Отсутствие сообщений о китах этого вида от китобоев XIX в., охотившихся у Гавайев, вместе с отсутствием слова для обозначения «горбатого кита» в гавайском языке, привело к предположению, что горбатые киты сравнительно недавно освоили этот регион. Аналогичный вывод был сделан о регионе Вест-Индии, включая отмели Силвер-бэнк, Навидад-бэнк и Самана-бэнк (Доминиканская Республика), которые в настоящее время являются важнейшими областями размножения горбатых китов.

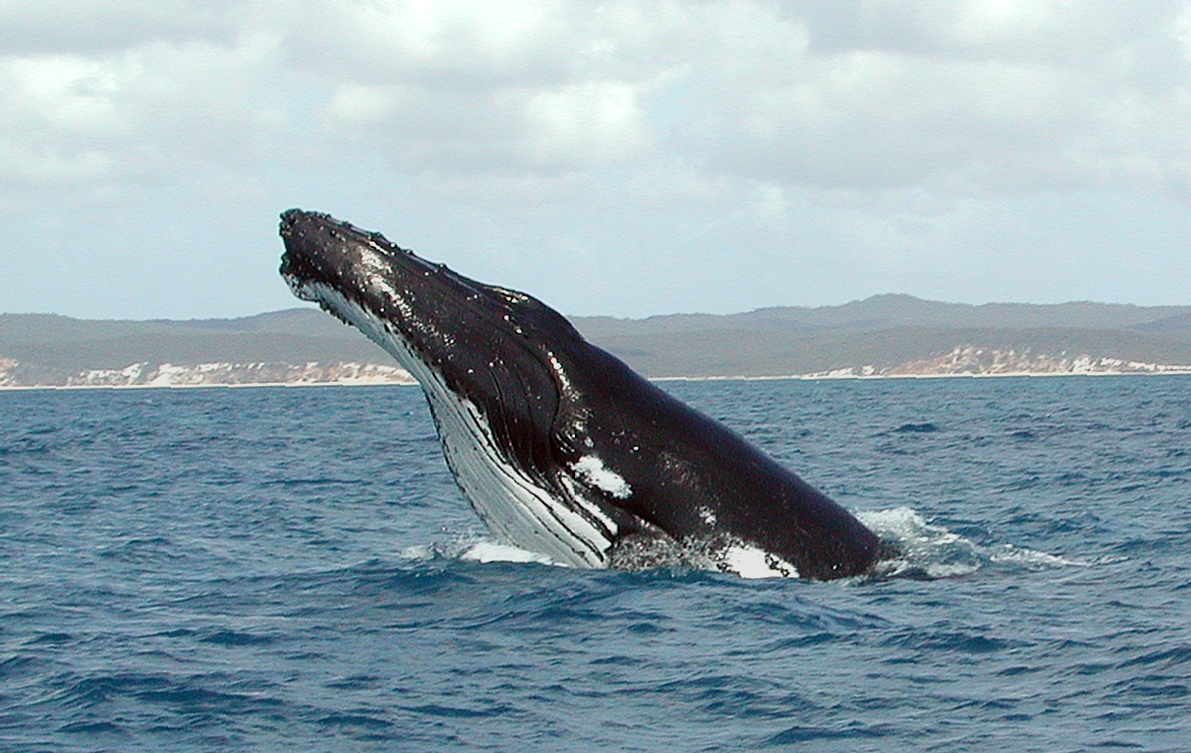
Горбатый кит у берегов Квинсленда, Австралия

- В Южном полушарии в водах Антарктики горбатые киты образуют 5 стад, с июня по декабрь проводящие время:
  1. у западных берегов Южной Америки (от Чили до Перу);
  2. у восточных берегов Южной Америки и у Юго-Западной Африки (от Анголы до Конго);
  3. у Юго-Восточной Африки и Мадагаскара;
  4. у Западной Австралии;
  5. у Восточной Австралии, Новой Зеландии, Новой Каледонии и некоторых островов Меланезии и Полинезии. Между этими стадами возможен некоторый обмен особями.

Большие стада горбатых китов также дробятся на меньшие популяции. Так, в западном североатлантическом стаде выделяют 4—5 субпопуляций, кормящихся в заливе Мэна, в заливе Святого Лаврентия, возле Ньюфаундленда и Лабрадора, в водах Гренландии и в водах Исландии, которые частично смешиваются в местах зимования.
Существует также небольшая обособленная популяция в Аравийском море (север Индийского океана), где горбатые киты ведут оседлый образ жизни, не совершая сезонных миграций.
Горбатые киты встречаются в водах следующих стран и территорий: Американское Самоа, Ангола, Антигуа и Барбуда, Аргентина, Австралия, Бангладеш,Барбадос, Бенин, Бермуды, Бразилия, Вануату, Венесуэла, Виргинские острова, Гаити, Гваделупа, Гренада, Гренландия, Демократическая республика Конго, Доминиканская Республика, Индия, Индонезия, Ирак, Исландия, Канада, Кабо-Верде, Кения, Колумбия, Конго, КНДР, Республика Корея, Коста-Рика, острова Кука, Мадагаскар, Малайзия, Мартиника, Маршалловы острова, Мексика, Мозамбик, Нидерландские Антильские острова, Новая Зеландия, Новая Каледония, Норвегия, Пакистан, Панама, Перу, Подветренные острова, Польша, Российская Федерация, Самоа, Свальбард, Северные Марианские острова, Сент-Винсент и Гренадины, Сент-Люсия, Соломоновы Острова, США, Танзания, Тонга, Фиджи, Фолклендские (Мальвинские) острова, Франция, Чили, Шри-Ланка, Эквадор, Южно-Африканская Республика, Ямайка, Япония.

### Горбатый кит в акваториях РФ
В водах России горбатых китов можно встретить в Баренцевом, Чукотском, Беринговом, Охотском и Японском морях. Изредка заходил в Балтийское море.
В настоящее время в Чукотском море, Анадырском заливе, у берегов Камчатки и Курильской гряды стал весьма редок, а в Баренцевом море практически исчез.

## Поведение горбатых китов
Горбатые киты обычно держатся вблизи берегов, лишь в районах больших скоплений криля и рыбы выходя в открытое море. Иногда заходят в морские заливы. В глубокие воды заходят преимущественно во время миграций. На местах зимовок самки с детёнышами придерживаются более мелководных районов, чем прочие киты. Не являются территориальными животными, однако отдельные особи и группы предпочитают определённые участки, куда возвращаются из года в год. Однако могут и менять места зимовок и летовок (например, Гавайи и Мексика, Гавайи и Япония, Япония и Британская Колумбия). Киты могут проплывать сотни и тысячи километров практически строго по прямой линии. Известны три кита, которые в разные месяцы разных лет не отклонялись от маршрута более чем на один градус, несмотря на течения.

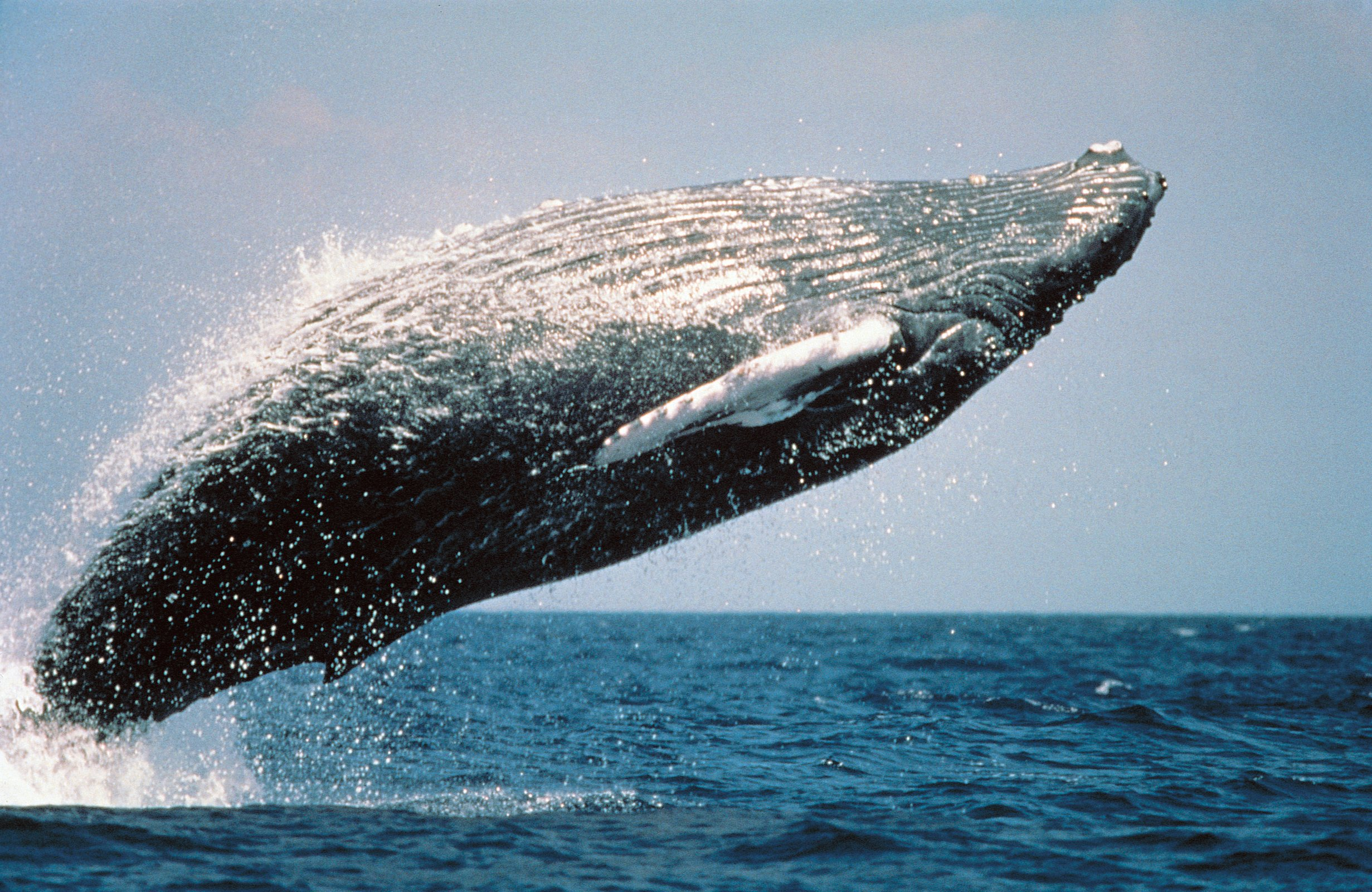
Горбатый кит, выпрыгивающий из воды

Горбатый кит более тихоходен, чем настоящие полосатики: его скорость при миграциях не превышает 8—15 км/ч. Максимальная скорость зафиксирована у раненых китов — до 27 км/ч. В то же время горбатый кит — один из самых энергичных и акробатичных больших китов, чьё поведение, включая эффектное выпрыгивание из воды, привлекает к нему внимание туристов. В романе Германа Мелвилла «Моби Дик» горбатый кит охарактеризован следующим образом:
Из всех китов это самый игривый и легконравный, всегда окружённый весёлыми брызгами и белой пеной.
Горбатые киты нередко бьют и хлопают по поверхности моря длинными грудными плавниками и хвостовым плавником, взбивая пену, перекатываются на спине, выставляют из воды морды. Часто полностью выпрыгивают из воды в вертикальном положении и с оглушительным всплеском падают вниз (предположительно, таким образом горбатые киты сбрасывают с себя экзопаразитов-обрастателей). Подобное поведение фиксируется во все времена года, как у одиноких особей, так и у китов, собравшихся в группу; его точное назначение неизвестно.
Продолжительность погружения под воду у горбатых китов зависит от времени года. Летом они редко ныряют более, чем на 5 минут, и погружения, продолжительностью больше 10 минут, редки. Зимой погружения продолжаются 10—15 мин. (максимум 30 мин.). В зимний сезон киты, по-видимому, погружаются под воду, чтобы отдохнуть, — летом они отдыхают на поверхности воды. На поверхности горбатый кит пускает фонтаны высотой от 2 до 5 м с интервалом 4—15 с. Манера поднимать хвостовой плавник при глубоком погружении делает этого кита одним из наиболее легко идентифицируемых видов китообразных, поскольку каждая особь отличается индивидуальным рисунком пятен на нижней части хвостовых лопастей.
Изучение данных о китах в Северной Атлантике, собранных с 1973 по 1998 год, в частности, позволило создать фотографический каталог горбатых китов североатлантической популяции, с которым можно ознакомиться на сайте колледжа Уилока. Аналогичный проект разработан для северной части Тихого океана.

### Питание
Откармливаются горбатые киты главным образом в районах нагула; во время миграций и в районах зимовок преимущественно голодают, существуя на запасах подкожного жира. За время зимовок они теряют до 25—30 % массы. Питаются придонными и пелагическими ракообразными, стайной рыбой, реже головоногими и крылоногими моллюсками. В связи с особенностями своего рациона придерживаются прибрежных вод и континентального шельфа. У южной популяции основу рациона составляют эуфазиевые рачки, преимущественно вида Euphasia superba. В других областях киты питаются разнообразным крилем (Euphausia, Thysanoessa и Meganyctiphanes) и небольшими стайными рыбами. У североатлантических популяций горбатых китов рыба составляет до 95 % рациона. Рыбы, на которых охотятся горбатые киты, включают сельдь (Clupea), скумбрию (Scomber scombrus), песчанок (Ammodytes), сардин (Sardinops, Sardinella), анчоусов (Engraulis mordax), мойву (Mallotus villosus), сайду (Pollachius virens), пикшу (Melanogrammus aeglefinus), навагу, минтая, треску, сайку. Северный однопёрый терпуг (Pleurogrammus monopterygius) и сайра (Cololabis saira) составляют излюбленный корм горбатых китов на севере Тихого океана. Желудок горбатого кита способен вместить до 500—600 кг пищи.

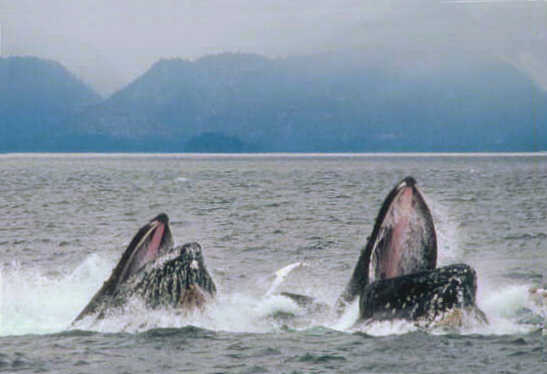
Горбатые киты кормятся

Горбатые киты владеют наиболее разнообразным «репертуаром» техник кормления среди усатых китов. Всего их порядка 5; наиболее часто наблюдаются следующие:
- Во время кормёжки горбатый кит с раскрытой пастью заплывает в стаю рыбы или планктона, заглатывая пищу вместе с водой. Затем пасть закрывается, и вода процеживается сквозь цедильный аппарат таким образом, что пища задерживается на бахроме китового уса, откуда соскребается языком и проглатывается. Как правило, кит при этом поднимается вертикально с глубины.
- Группа китов окружает косяк рыбы и взбивает воду плавниками, создавая «кольцо пены» (ring of foam), за которое рыба не может вырваться. При этом часть китов криками отгоняет рыбу от созданного «барьера». Затем киты по очереди подныривают под кольцо с разинутыми пастями, заглатывая рыбу.
- Аналогичен предыдущему, однако кит находится под водой, выдыхая воздух из дыхала и таким образом создавая облако пузырьков. Во время кормления кит постепенно поднимается на поверхность. Облако из пузырьков, видимо, сбивает добычу с толку и помогает киту маскироваться. Таким образом, киты могут охотиться как в одиночку, так и группами, окружая добычу кругом или полукругом и по спирали поднимаясь на поверхность.

Две последние техники зачастую требуют скоординированных действий нескольких особей, являясь примером одних из самых сложных совместных действий среди морских млекопитающих. Любопытно, что подобное поведение наблюдается исключительно у северных популяций китов.

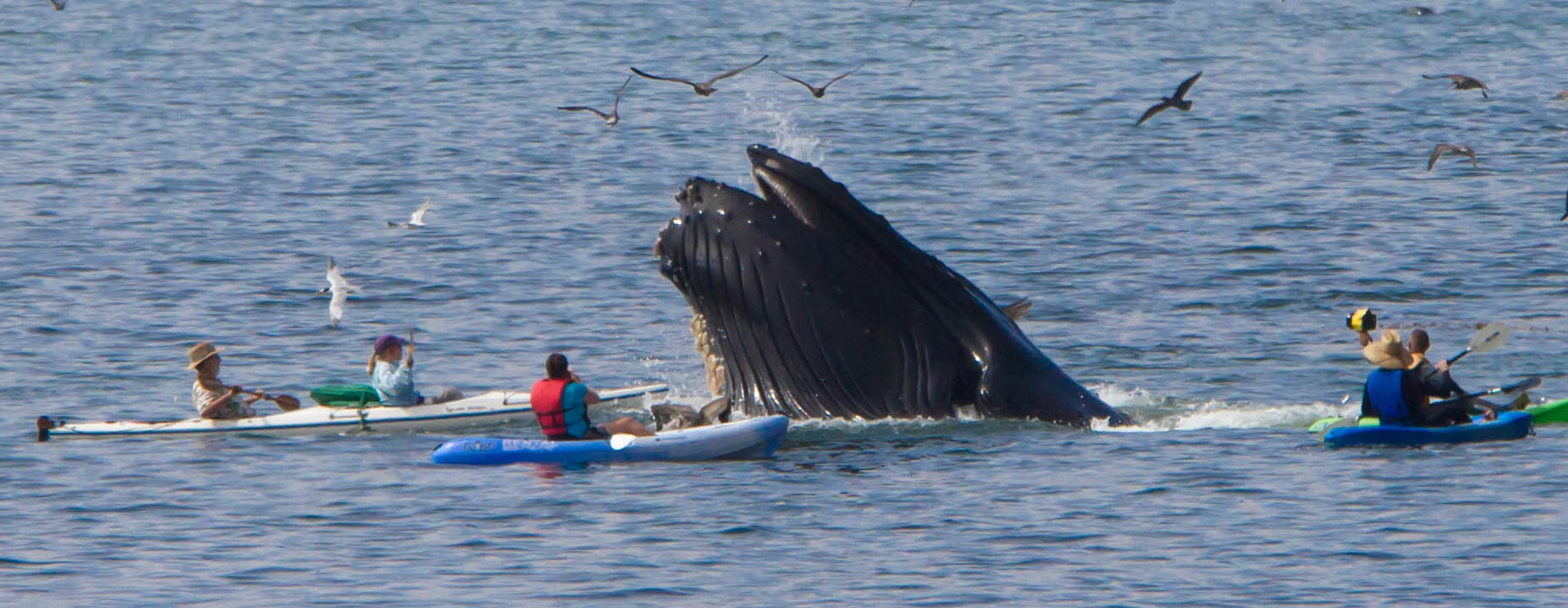
Горбатый кит и байдарочники

Ещё одной техникой, применяемой китами-одиночками, является оглушение добычи ударами хвоста. При этом кит плывёт по большому кругу, с силой ударяя хвостом по воде и тем самым оглушая рыбу. При другой технике кит резко уходит под воду, где совершает разворот на 180° (в форме буквы U) и медленно поднимается на поверхность через зону турбулентности, созданную ударами его плавников.

### Социальная структура
Горбатые киты не образуют постоянных групп. За исключением связи мать/детёныш, отношения между особями обычно нестабильны, и группы быстро распадаются. Летом, на полях нагула горбатые киты могут кормиться поодиночке или небольшими стаями смешанного состава, размер которых зависит от доступности пищи и необходимости скоординированных действий на охоте. Обычно такие группы распадаются в течение нескольких часов. Постоянные группы, держащиеся вместе более недели, были зафиксированы у китов в заливе Мэн и в водах Аляски, однако их поведение представляет, скорее, исключение из общего правила. По всей видимости, эти группы не состоят из родственных особей.
Во время миграций и в районах размножения горбатых китов обычно обнаруживают поодиночке, тройками или группами из 2—15 (обычно 3—5) особей. Самку с детёнышем часто сопровождает «эскорт», взрослый самец, однако эти пары также нестабильны — другие самцы могут присоединяться к группе и отгонять предыдущего самца. Агрессия также бывает направлена на суда, приближающиеся к группам китов. В целом, киты в группе более агрессивны, чем одиночные особи.

### Песни горбатых китов
Горбатые киты знамениты своим вокальным репертуаром, который, предположительно, играет важную роль в период размножения — хотя самки горбачей издают разнообразные звуки, продолжительные и мелодичные песни исполняются только самцами. Песня самца горбача состоит из определённой серии частотно-модулированных звуков и «фраз» в диапазоне 40—5000 Гц, которая продолжается от 6 до 35 минут; может повторяться на протяжении нескольких часов и даже дней. Самцы, присоединяющиеся к самкам с детёнышами, по наблюдениям, поют дольше и чаще, чем остальные.
Песни у представителей разных популяций различаются и могут постепенно меняться на протяжении брачного сезона; киты исполняют их как в одиночку, так и «хором». Хоровое пение имеет диапазон от 50 Гц до 10 кГц и, предположительно, связано с агрессивным поведением. Исследования, проведённые в 1996 году австралийским биоакустиком Майклом Ноадом, показали, что киты способны перенимать песни у соседних стад, когда смешиваются с ними в областях летования (в данном случае песни китов, зимующих у западного побережья Австралии, за лето перешли к популяции, зимующей у восточного побережья). Таким образом, пение китов помогает определять пути миграции этих животных.
В целом, неизвестно, служат ли песни горбатых китов для привлечения самок или для отпугивания других самцов и установления иерархии между ними — по наблюдениям, песни часто заканчиваются конфликтами с другими самцами. Сложные вокализации отмечались и вне сезона размножения, в отсутствии потенциальных партнёрш (в частности, во время миграции), что, предположительно, указывает на их роль в обычной коммуникации, либо на использование песен для эхолокации.
Последние исследования песен китов специалистами Медицинского института Говарда Хьюза показали, что песни обладают иерархическим синтаксисом, свойственным и человеческой речи, то есть состоят из отдельных слов или слогов, объединяющихся во фразы и предложения. При этом короткие песни синтаксически сложнее длинных. Сходная идея впервые была выдвинута ещё в 1971 году первооткрывателями песен горбатых китов, Роджером Пейном и Скоттом Мак-Вэем.

### Размножение
Как и у большинства усатых китов, размножение горбатых китов приурочено к определённому сезону. Спаривание и роды преимущественно (хотя и не исключительно) происходят в зимне-весенний период, во время зимовок в субтропических и тропических водах. В это время самки входят в эструс, а у самцов усиливается сперматогенез. В Южном полушарии овуляция у самок происходит с июня по ноябрь, с пиком в конце июля; в Северном полушарии она соответственно сдвинута на 6 месяцев. Лишь часть самок (16—28 %) овулирует 2 раза в год и ещё меньше (до 8 %) — 3 раза в год. Во время гона киты бывают сильно возбуждены, самцы группами из 2—20 особей собираются вокруг эстральных самок и агрессивно соревнуются за них. При спаривании самец и самка плавают рядом, перекатываются с бока на бок, хлопают грудными плавниками, бьют по воде хвостами. Затем они вместе ныряют и на какое-то время вертикально поднимаются из воды, соприкасаясь животами.
Беременность длится 11,0—11,5 месяца. Скорость эмбрионального роста у горбатых китов (от 17 до 35 см в месяц) — одна из самых высоких среди млекопитающих, уступая только синим китам и финвалам. Хотя у пойманных самок иногда находили по 2 плода, рождений более чем 1 детёныша не зафиксировано. У этого вида китов были обнаружены эмбрионы сиамских близнецов. Пики рождений в Северном и Южном полушариях приходятся соответственно на начало февраля и начало августа. Средняя длина тела новорождённого — 4,5 м, масса — от 700 кг до 2 т. Период молочного вскармливания продолжается до 10—11 месяцев, хотя детёныш может кормиться самостоятельно уже в возрасте 6 месяцев; за этот срок он вырастает до 8—9 м и весит около 9 тонн. За сутки детёныш потребляет 40—45 кг молока жирностью 45—49 %. Детёныш остаётся при матери до года, изредка — до 2 лет. Самцы в заботе о потомстве не участвуют.
Половая зрелость наступает в 5—6 лет, когда длина тела у самок достигает 12 м, а у самцов — 11,6 м. Физическая зрелость, однако, наступает лишь через 8—12 лет после достижения половой зрелости. Самки приносят детёнышей 1 раз в 2—2,4 года, хотя задокументированы случаи как ежегодных родов, так и 4—5-летних интервалов между родами. Поскольку у горбатых китов лактационный период может частично накладываться на сроки новой беременности, их популяция восстанавливает свою численность быстрее, чем у других видов полосатиков.

### Продолжительность жизни. Паразиты

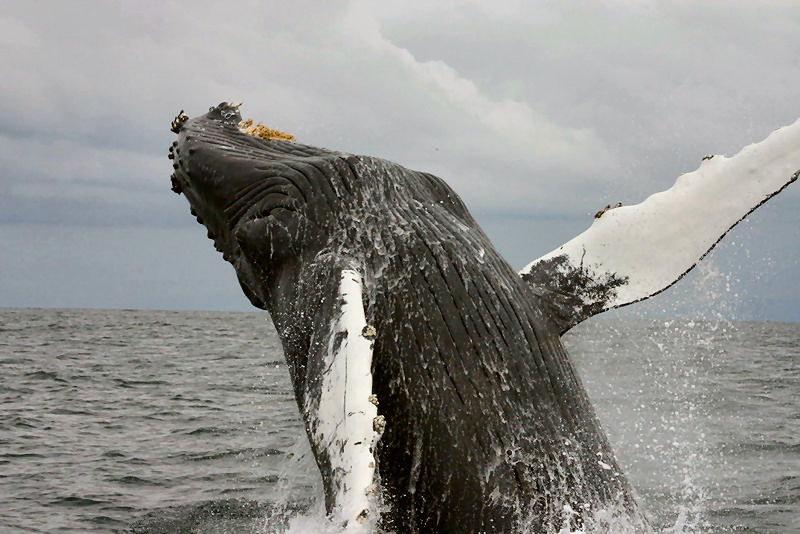
Горбатый кит выпрыгивает из воды (заметны характерные обрастания экзопаразитами)

Точная продолжительность жизни горбатых китов неизвестна, отчасти из-за того, что за время китобойного промысла погибло большинство старых особей; гипотетически определена в 40—50 лет. Самый старый из выловленных китов, судя по слоям в ушных пробках, имел возраст 48 лет.
На поверхности тела горбатых китов селится больше наружных паразитов, чем у других полосатиковых китов, что связано с тихоходностью данного вида, не препятствующей обрастанию. Как правило, экзопаразиты поселяются на горле и в урогенитальной зоне. Среди характерных экзопаразитов — усоногие рачки (Coronula diadema, Coronula regina), веслоногие раки (Penella) и китовые вши (Paracyamus boopis, Cyamus elongatus), на панцирях которых поселяются морские уточки (Conchoderma). На китовом усе поселяются комменсалы — круглые черви вида Ogmogaster ceti, специфичные для полосатиковых китов. Эндопаразиты включают разнообразных трематод, нематод, цестод и скребней.
Природных врагов у горбатых китов мало. Судя по шрамам на теле и на хвосте, иногда на молодых китов во время миграций могут нападать косатки, а также, возможно, акулы. Вопрос заболеваний, которыми страдают горбатые киты, практически не изучен.

## Статус популяции
В настоящее время горбатый кит восстановил свою популяцию, в международной «Красной книге» имеет статус благополучного вида (категория LC).

### Численность
Длительное время горбатые киты были объектом китобойного промысла, сильно сократившего их численность. Исходная популяция, предположительно, состояла из 125—150 тыс. особей; в настоящее время составляет от 30 до 60 тыс. особей (точная оценка затруднена из-за площади ареала горбатого кита).
- Первоначальная численность североатлантической популяции оценивается в 15 тыс. особей[39], ко времени запрета на промысел сократясь всего до 700 голов[40]. В 1980-х годах она начала восстанавливаться и достигала 5500—6570 китов в западном стаде и нескольких сотен — в восточном[38]. По состоянию на 1990-е годы самой точной оценкой, основанной на анализе повторных выловов помеченных особей, являлось: 10 600 китов в Северной Атлантике и около 1100 китов в Баренцевом море[41].
- Численность северотихоокеанской популяции первоначально, вероятно, достигала 10—15 тыс., к 1976 году сократясь до 1200—1600, а к 1983 году — до 600—895 голов[38], однако к 1997 году восстановилась до 6010 голов[5].
- В Южном полушарии изначальное поголовье горбатых китов достигало 100 тыс., к 1965 году став менее 3000[42]. В настоящее время оценивается более чем в 20 тыс. особей[43].
- В северной части Индийского океана в 1980-х годах водилось около 500 китов[38].

### Лимитирующие факторы

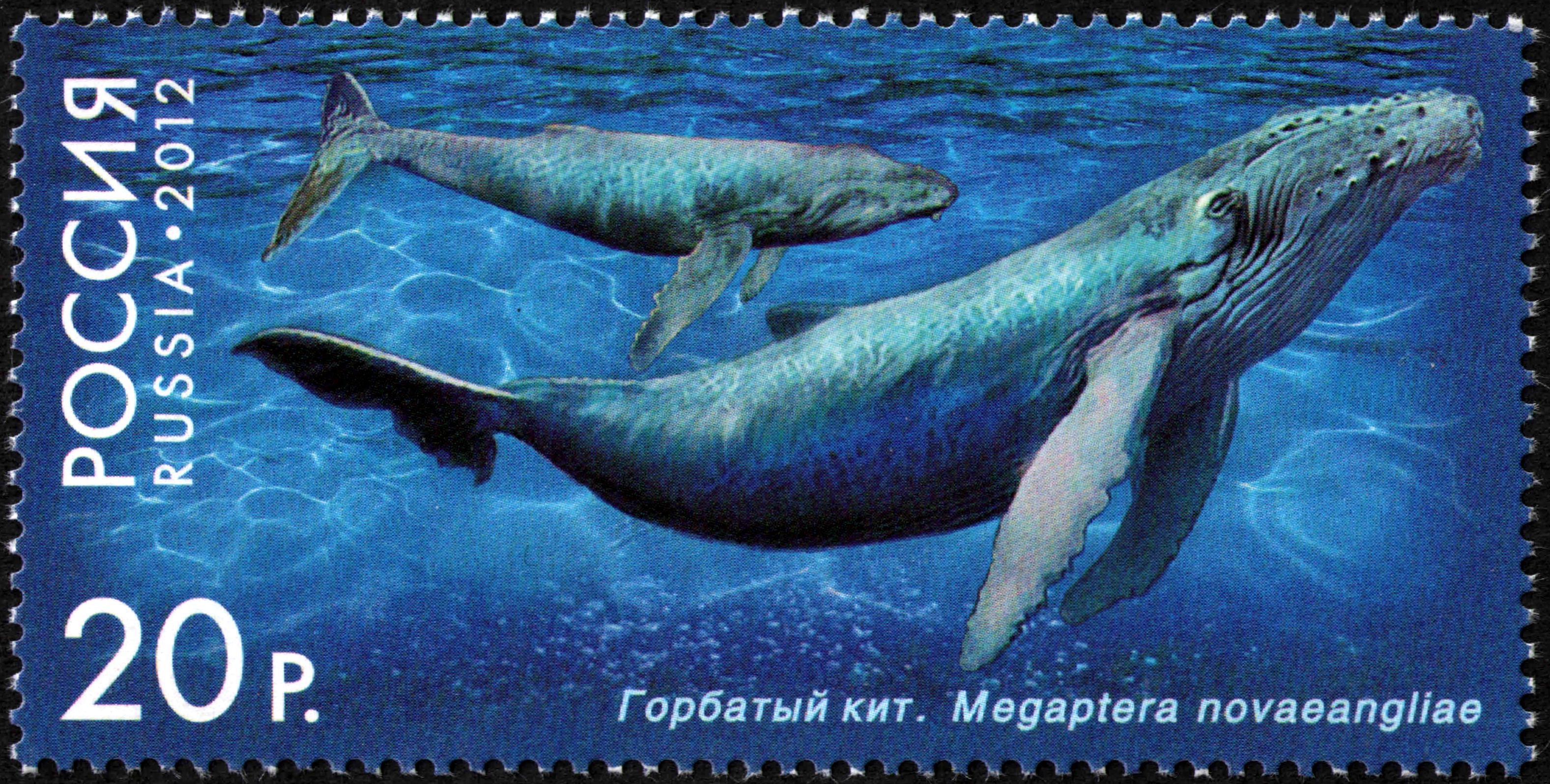
Почтовая марка России, 2012

Горбачи, как и другие крупные киты, были объектом интенсивного китобойного промысла, который к 1966 году сократил их численность почти на 90 %. Первая зафиксированная добыча этого кита имела место в 1608 году у Нантакета; активная коммерческая добыча горбача ради китового жира и мяса началась в XVIII веке. Особенность данного вида — привычка держаться неподалёку от берегов — делала его особенно уязвимым. В XIX веке горбатый кит наиболее интенсивно истреблялся в Северной Атлантике (особенно в водах США), в меньшей степени — в Тихом и Индийском океанах; с 1904 года начали вести промысел южных популяций. Всего в Мировом океане с начала механизированного промысла в 1868 году до 1965 года по примерным оценкам было добыто 181 400 горбачей, хотя, предположительно, и это число занижено. Северный горбач охранялся с 1937 по 1949 год, но затем его снова стали промышлять. Позднее охрана была восстановлена: в Северной Атлантике с 1955 года, в Южной Атлантике — с 1964 года, в Южном полушарии — с 1963 года, в северной части Тихого океана — только в 1966 году. Полный запрет промысла этого кита введён с 1966 года Международной комиссией по китобойному промыслу. В настоящее время добыча горбатых китов ограничена несколькими китами в год, добываемыми у карибского острова Бекия (государство Сент-Винсент и Гренадины). В Японии действует программа научного промысла JARPA-II, по которой в 2007 году для целей исследований будет добыто 50 горбатых китов.
После запрета на промысел численность горбатых китов стала восстанавливаться, так что статус вида в списке Красной книги МСОП в 1990 году был изменён с Endangered (угрожаемый вид) на Vulnerable (уязвимый вид). В настоящее время наибольшую опасность для горбатых китов представляют столкновения с судами и шумовое засорение океана, хотя они, видимо, не влияют серьёзно на их численность. Кроме того, горбатые киты, не обладая способностью к эхолокации, не могут обнаружить местонахождение рыбацких сетей и часто погибают, запутываясь в них. Последнее является значительной проблемой в водах Ньюфаундленда-Лабрадора и залива Мэн, где горбачи повреждают до 90 % сетей для лова трески. Между ноябрём 1987 года и январём 1988 года 14 горбачей погибли после поедания атлантической макрели, заражённой сакситоксином. Традиционные места размножения горбатых китов находятся под угрозой из-за факторов беспокойства — прохождения морских судов и катеров и обилия туристических лодок, хотя, в целом, этот вид сравнительно легко приспосабливается к близости человека.
Любопытные и энергичные животные, горбатые киты являются одной из главных туристических достопримечательностей в некоторых областях своего ареала, например, на полуострове Самана (Доминиканская Республика).

## Горбатые киты в культуре
- Сюжет фильма «Звёздный путь 4: Путешествие домой» строится вокруг угрозы истребления горбатых китов.
- Сюжет корейского фильма «Пираты[англ.]» строится вокруг поимки кита, который проглотил «королевскую печать» — подарок китайского императора корейскому.
- Завязка сюжета фильма «Отмель» строится вокруг горбатого кита, убитого большой белой акулой.